# スプンタ・アールマティ
スプンタ・アールマティ (Spənta Ārmaiti) は、ゾロアスター教において崇拝される善神アムシャ・スプンタの一柱。
その名はアヴェスター語で「神聖なる敬虔・献身」、「心に従う者」を意味する。パフラヴィー語では、スパンダルマド (Spandarmad) と呼ばれる。
女神と考えられ、女性の守護神とされる。また、悪神タローマティ（背教）の敵対者である。ガヨーマルトの精液を受け、人類の祖であるマシュヤグとマシュヤーナグを生んだ。
地母神とも考えられ、スプンタ・マンユが創造した世界の七つの要素のうちの大地の守護神とされる。後にその役割をアナーヒターに奪われる形で女性の徳目を管轄する存在となった。
アールマティの原型はヴェーダに見られ、その中では地母神とされている。